# Aeroportul Montague
Aeroportul Montague (IATA: ROF, FAA LID: 1O5) este un aeroport din California, Statele Unite ale Americii.
Situat la o altitudine de 770 m, aeroportul dispune de 2 piste.

## Infrastructură

### Piste
Aeroportul dispune de 2 piste. Pista 05/23 are suprafața de Iarbă și dimensiunile 2.080 picioare × 100 picioare. Pista 15/33 are suprafața de asfalt și dimensiunile 3.360 picioare × 50 picioare. 